# Roland Bassaler

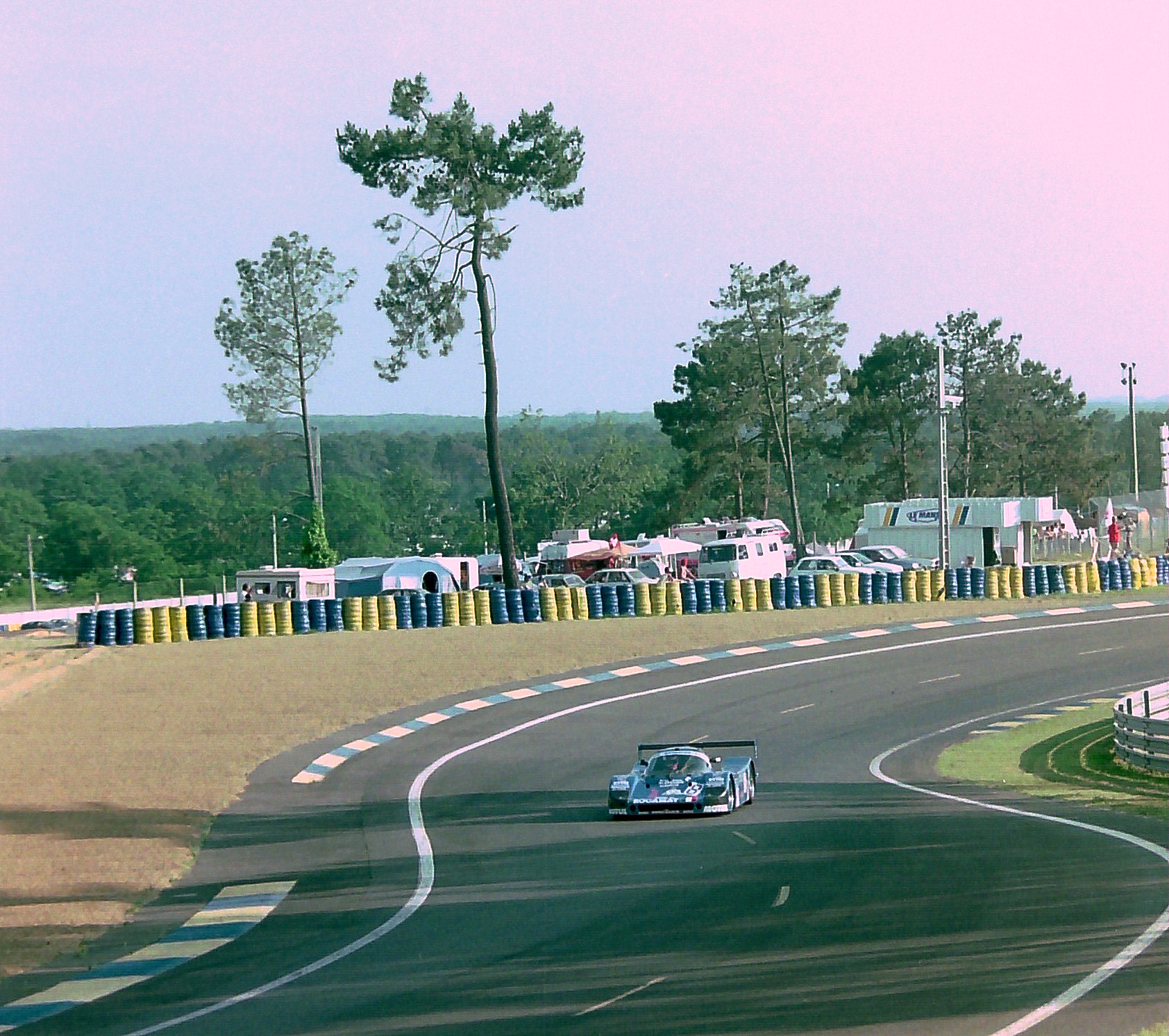
Der von Roland Bassaler gemeldete Alpa LM beim 24-Stunden-Rennen von Le Mans 1994

Roland Bassaler (* 11. Juli 1946 in Mayenne) ist ein ehemaliger französischer Autorennfahrer und Rennstallbesitzer.

## Karriere als Rennfahrer
Roland Bassaler, ein BMW-Händler aus Laval, war in den 1980er und 1990er Jahren als GT- und Sportwagenpilot aktiv. Zusammen mit Yvon Tapy, einem Händlerkollegen aus Niort, bestritt er 1983 erste Rennen in der französischen GT-Meisterschaft. 
1985 erwarb Bassaler, finanziell unterstützt von Bellanger, einem Auspuffbauer aus Laval, einen Rennsportwagen von Peter Sauber. Der Sauber SHS C6 hatte die Fahrgestellnummer 82-C6-02. Bassaler ersetzte das vorhandene Cosworth-Triebwerk durch einen BMW-6-Zylinder-Turbomotor und ging mit dem Wagen in den folgenden Jahren bei internationalen Sportwagenrennen an den Start. Viermal bestritt er mit dem Wagen das 24-Stunden-Rennen von Le Mans. Nur beim Debütrennen 1985 konnte er sich platzieren; gemeinsam mit Tapy und Dominique Lacaud wurde er 23. in der Gesamtwertung. Seine beste Platzierung bei einem Sportwagenrennen war der 12. Rang beim 1000-km-Rennen auf dem Nürburgring 1986.

## Statistik

### Le-Mans-Ergebnisse
| Jahr | Team            | Fahrzeug      | Teamkollege        | Teamkollege        | Platzierung     | Ausfallgrund |
| ---- | --------------- | ------------- | ------------------ | ------------------ | --------------- | ------------ |
| 1985 | Roland Bassaler | Sauber SHS C6 | Dominique Lacaud   | Yvon Tapy          | Rang 23         |              |
| 1986 | Roland Bassaler | Sauber SHS C6 | Dominique Lacaud   | Yvon Tapy          | nicht klassiert |              |
| 1988 | Roland Bassaler | Sauber SHS C6 | Jean-François Yvon | Rémy Pochauvin     | Ausfall         | Motorschaden |
| 1993 | Roland Bassaler | Sauber SHS C6 | Patrick Bourdais   | Jean-Louis Capette | Ausfall         | Unfall       |

### Einzelergebnisse in der Sportwagen-Weltmeisterschaft
| Saison | Team            | Rennwagen     | 1   | 2   | 3   | 4   | 5   | 6   | 7   | 8   | 9   | 10  | 11  |
| ------ | --------------- | ------------- | --- | --- | --- | --- | --- | --- | --- | --- | --- | --- | --- |
| 1985   | Roland Bassaler | Sauber SHS C6 | MUG | MON | SIL | LEM | HOK | MOS | SPA | BRH | FUJ | SEL |     |
| 1985   | Roland Bassaler | Sauber SHS C6 |     |     |     | 23  |     |     |     | DNF |     |     |     |
| 1986   | Roland Basaler  | Sauber SHS C6 | MON | SIL | LEM | NÜN | BRH | JER | NÜR | SPA | FUJ |     |     |
| 1986   | Roland Basaler  | Sauber SHS C6 |     |     | DNF |     | 17  |     | 12  |     |     |     |     |
| 1988   | Roland Basaler  | Sauber SHS C6 | JER | JAR | MON | SIL | LEM | BRÜ | BRH | NÜR | SPA | FUJ | SAN |
| 1988   | Roland Basaler  | Sauber SHS C6 |     | DNF |     |     |     |     |     |     |     |     |     |